# Wiggenhall St Germans
Wiggenhall St Germans – wieś w Anglii, w hrabstwie Norfolk, w dystrykcie King’s Lynn and West Norfolk. Leży 65 km na zachód od Norwich i 138 km na północ od Londynu. Miejscowość liczy 1155 mieszkańców.